# NRP Dão
Le NRP Dão est l’un des cinq destroyers de classe Douro construits pour la marine portugaise dans les années 1930. Il est resté en service jusqu’en 1960, après avoir été réaménagé et réarmé à plusieurs reprises et avoir participé à une tentative de coup d'État en 1936.

## Conception
Le constructeur britannique Yarrows a conçu le navire sur la base du prototype de destroyer Ambuscade, construit pour la Royal Navy en 1926.
Les navires de la classe Douro mesuraient 98,45 m de longueur hors tout, avec un maître-bau de 9,45 m et un tirant d'eau de 3,35 m. Ils avaient un déplacement de 1239 tonnes à charge standard et 1588 tonnes à pleine charge.
Les navires étaient propulsés par deux turbines à vapeur à engrenages Parsons-Curtis, chacune entraînant un arbre d'hélice en utilisant la vapeur fournie par trois chaudières Yarrow. Les turbines, d’une puissance nominale de 33000 chevaux-vapeur (25000 kW), étaient conçues pour atteindre une vitesse maximale de 36 nœuds (67 km/h). Les destroyers transportaient suffisamment de mazout pour atteindre une autonomie de 5400 milles marins (10000 km;) à 15 nœuds (28 km/h),.
L’armement était similaire à celui des destroyers contemporains de la Royal Navy, avec quatre canons Vickers-Armstrong Mk G de 4,7 pouces (120 mm) et trois canons antiaériens Mk VIII de 2 livres (40 mm). Les navires emportaient deux affûts de quatre tubes lance-torpilles de 21 pouces (533 mm), tandis que leur armement anti-sous-marins se composait de deux lanceurs de charges de profondeur et 12 grenades anti-sous-marines. Les navires pouvaient transporter jusqu’à 20 mines. Leur effectif était de 147 officiers et hommes du rang.

## Historique
Le 18 janvier 1933, un cinquième destroyer de la classe fut commandé à l'Arsenal de la Marine de Lisbonne, avec des machines à construire par Yarrow. Le dictateur portugais António de Oliveira Salazar a prononcé un discours pour commémorer le début des travaux, en remerciant le ministre de la Marine d’avoir choisi de donner à cette unité le nom du fleuve qui traverse sa ville. Le NRP Dão a été lancé le 30 juillet 1934 et mis en service le 5 janvier 1935.

### Mutinerie de 1936
Le 9 septembre 1936, les équipages de l’aviso NRP Afonso de Albuquerque et du NRP Dão se mutinent alors que les navires sont au mouillage dans le port de Lisbonne. Opposés au soutien apporté par la dictature de Salazar aux rebelles nationalistes contre le gouvernement républicain dans la guerre civile espagnole, les marins ont enfermé leurs officiers et ont déclaré leur solidarité avec la République espagnole. Alors que les navires quittaient l’estuaire du Tage, ils ont été attaqués par les batteries des forts. Le Afonso de Albuquerque et le Dão ont reçu des coups au but et se sont échoués. Certains marins ont été tués en tentant de fuir, mais la plupart des marins ont été arrêtés et envoyés dans la colonie pénitentiaire de Tarrafal, au Cap-Vert portugais. Après la fin de la mutinerie, le gouvernement a affirmé que les marins tentaient de partir pour l’Espagne afin d’aider la République espagnole.